# Auslucht

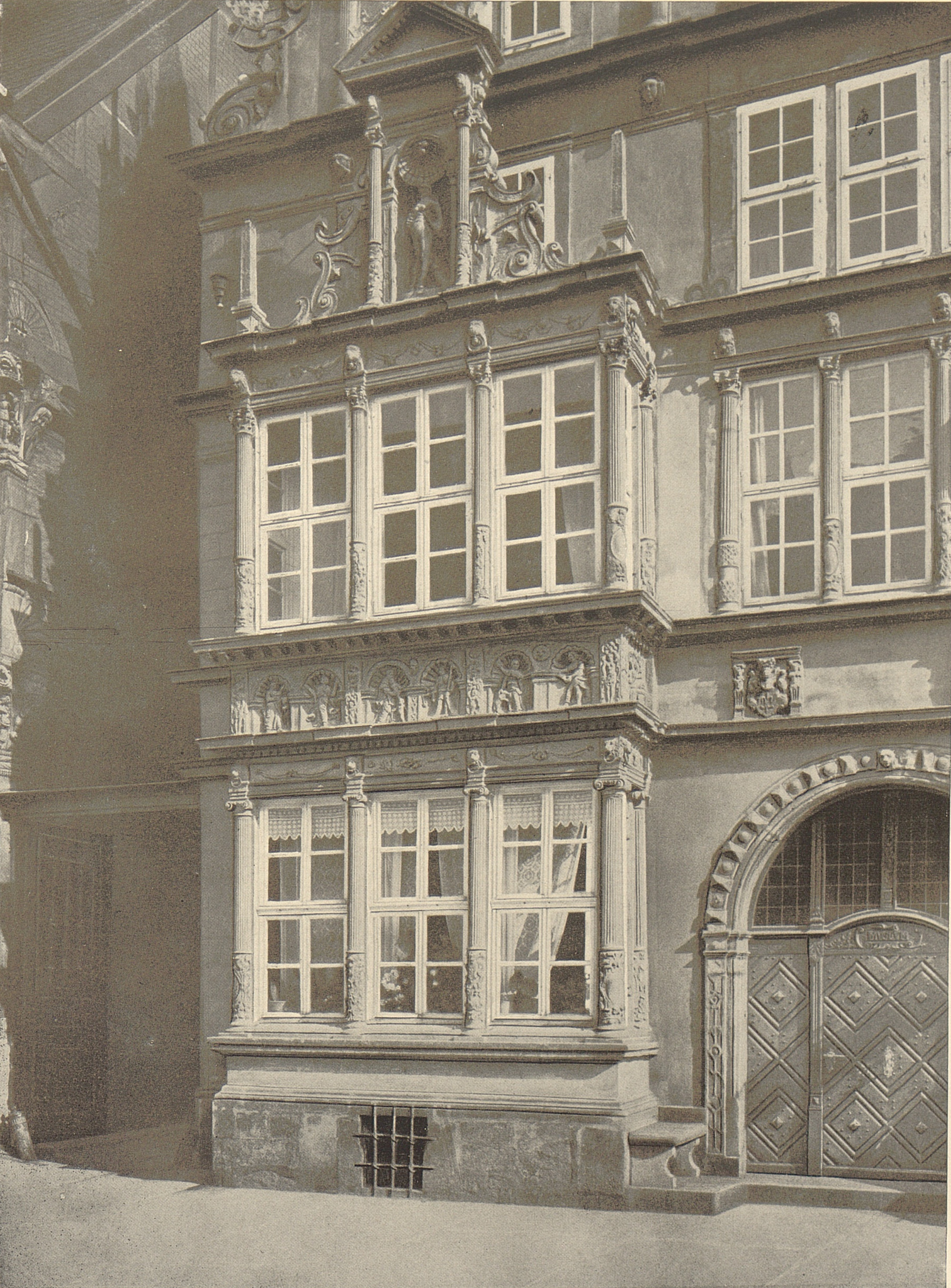
Auslucht (Hameln, Leisthaus, 1585–1589)

Die Auslucht (früher auch Ausluchte; niederdeutsch Utlucht) ist im Bauwesen ein vom Boden aufsteigender, niedriger Fassadenvorbau.

## Begriff und begriffliche Abgrenzungen
Der Begriff Auslucht stammt vom niederdeutschen Utlucht und ist vermutlich verwandt mit Auslug, das von aus und lucht kommt, d. h. Lichtöffnung und Fenster.
Die Utlucht steht auf dem Boden, in Abgrenzung zum über der Erde auskragenden Erker; daher spricht man auch von einem Standerker.
Ist der vorspringende Gebäudeteil genauso hoch wie der gesamte Baukörper, spricht man stattdessen von einem Risalit.
Daneben werden auch Querdachgiebel über Seitenschiffjochen von Kirchen als Lucht oder Auslucht bezeichnet.

## Beschreibung
Die Utlucht bildet eine Erweiterung des Innenraums und bietet allseits mit großen Fenstern ausgestattet auch einen seitlichen Ausblick. Ausluchten konnten ein-, zwei- oder dreigeschossig oder selten auch viergeschossig (Fürstliches Residenzschloss Detmold) sein. Utluchten sind in der Regel besonders aufwändig gestaltet und bereichern repräsentative Fassaden. 

## Vorkommen

### Deutschland und Nachbarländer
Ausluchten sind seit dem 16. Jahrhundert nachweisbar. Man findet sie vor allem an niederdeutschen Bürgerhäusern. Besonders zahlreich sind Ausluchten noch heute in Lemgo, Tønder und Arnis anzutreffen. Daneben waren auch viele Schlösser (z. B. Schloss Varenholz), Rathäuser (z. B. Rinteln) und Adelshöfe der Renaissancezeit mit derartigen Vorbauten versehen (siehe auch Weserrenaissance).
Die Errichtung von Ausluchten wurde im 18. Jahrhundert aus Gründen des Brandschutzes untersagt. Ausluchten fanden dann wieder in den historisierenden Baustilen der Gründerzeit sowie in den Jahrzehnten danach Verwendung.

Beispiele
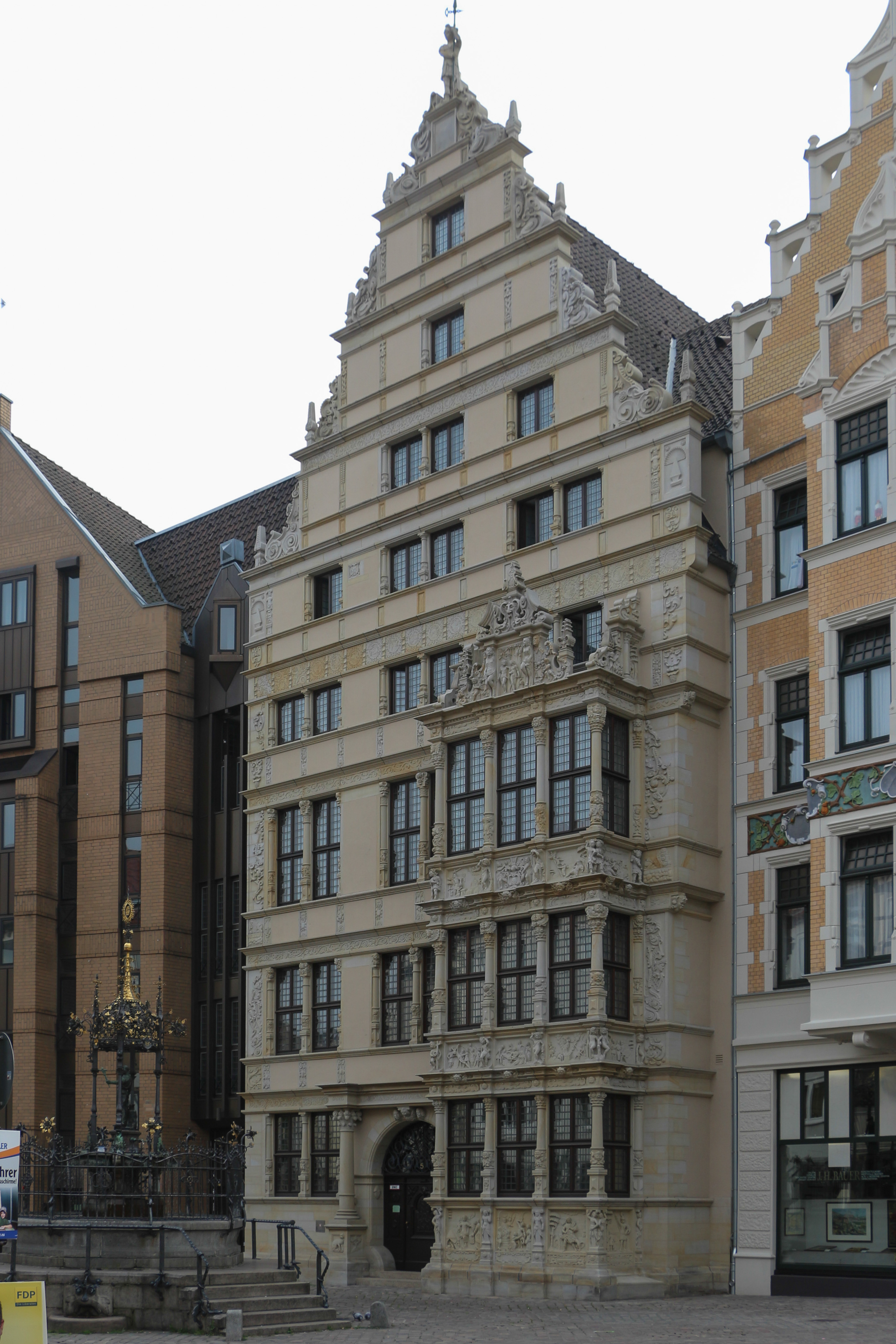
Dreigeschossige Auslucht am Leibnizhaus Hannover, 1648–1652  (1981–1983 rekonstruiert)
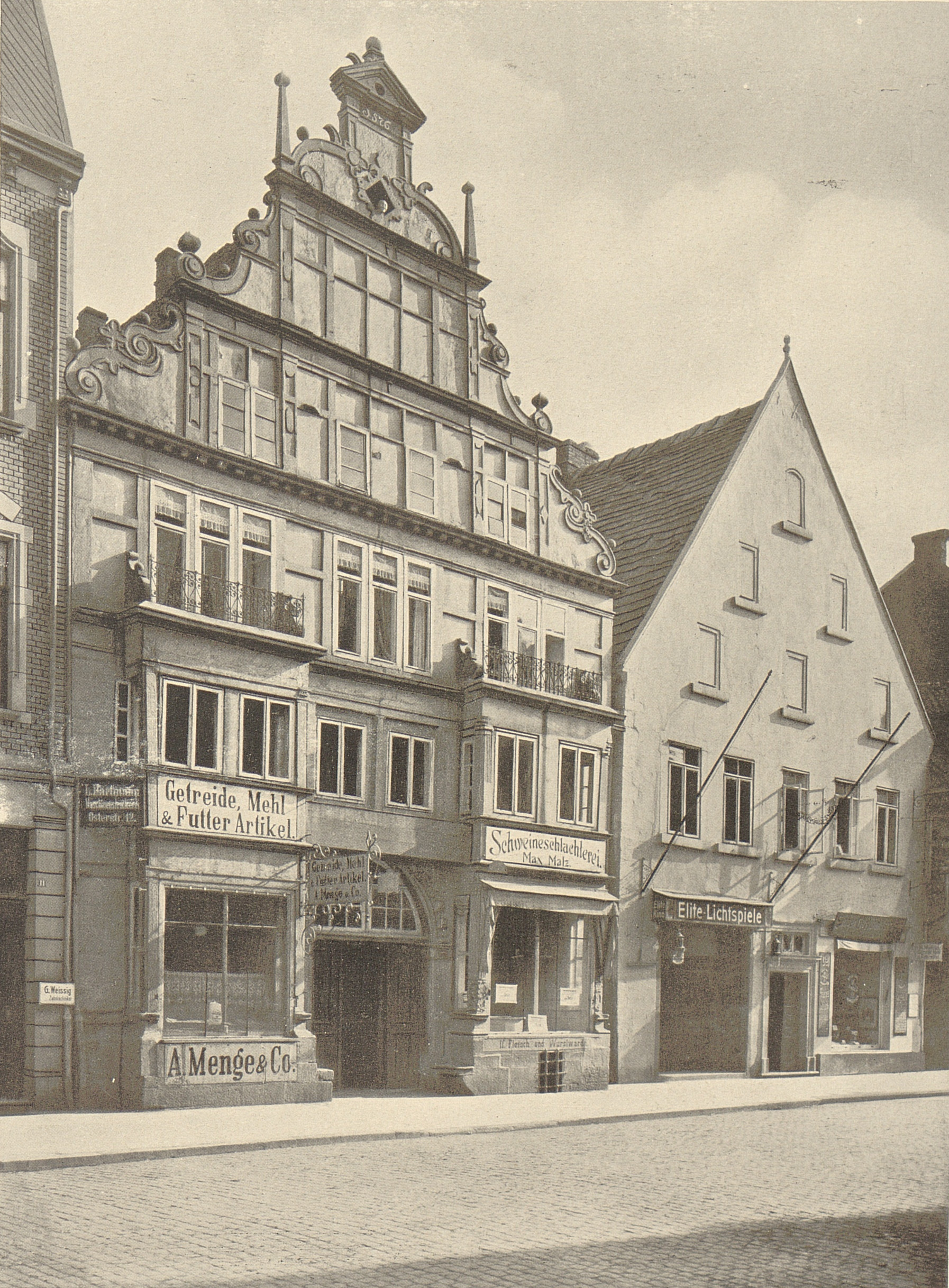
Zwei Ausluchten am Renaissancehaus Osterstraße 12 in Hameln, 1576 vollendet
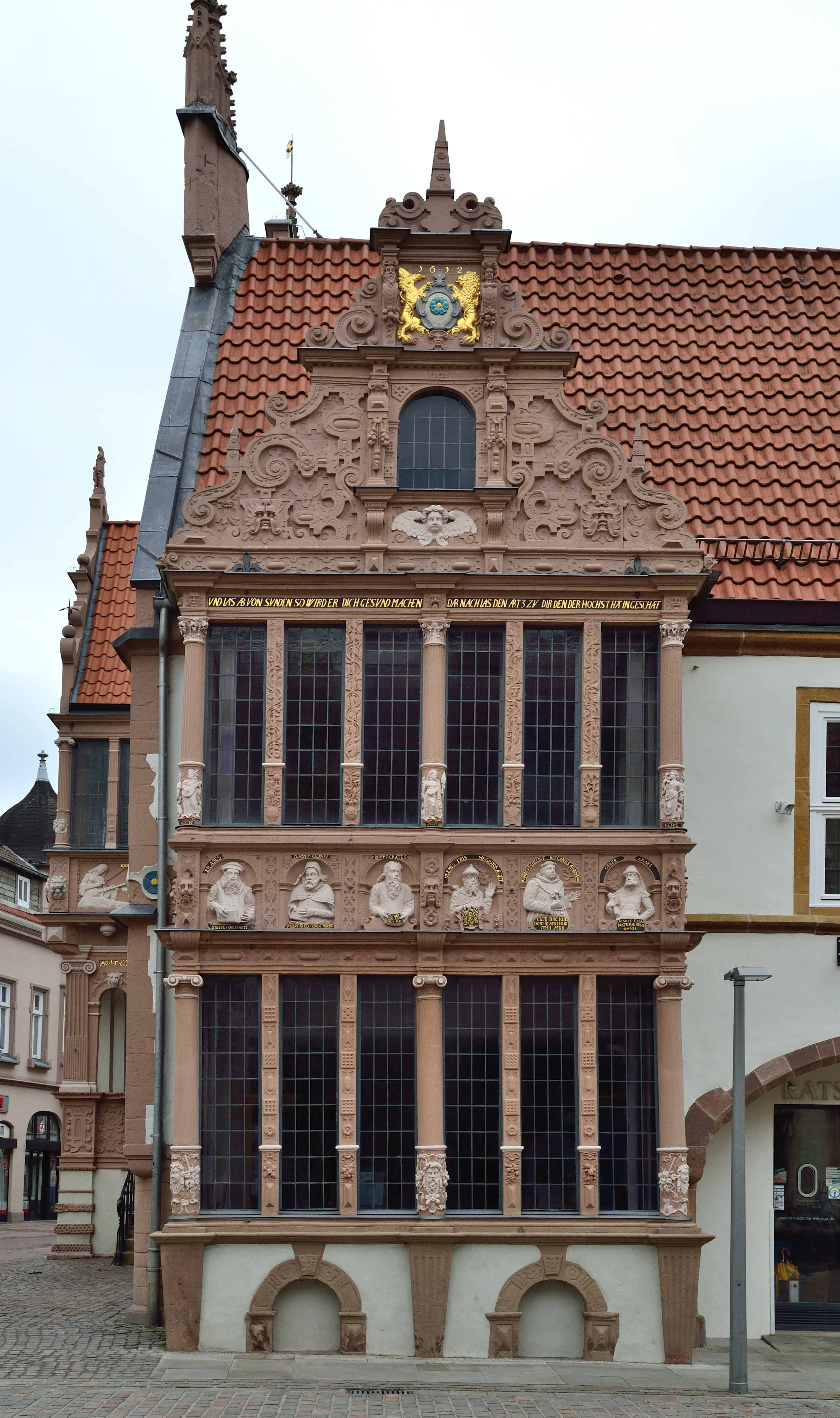
Utlucht am Rathaus Lemgo, 16. Jahrhundert
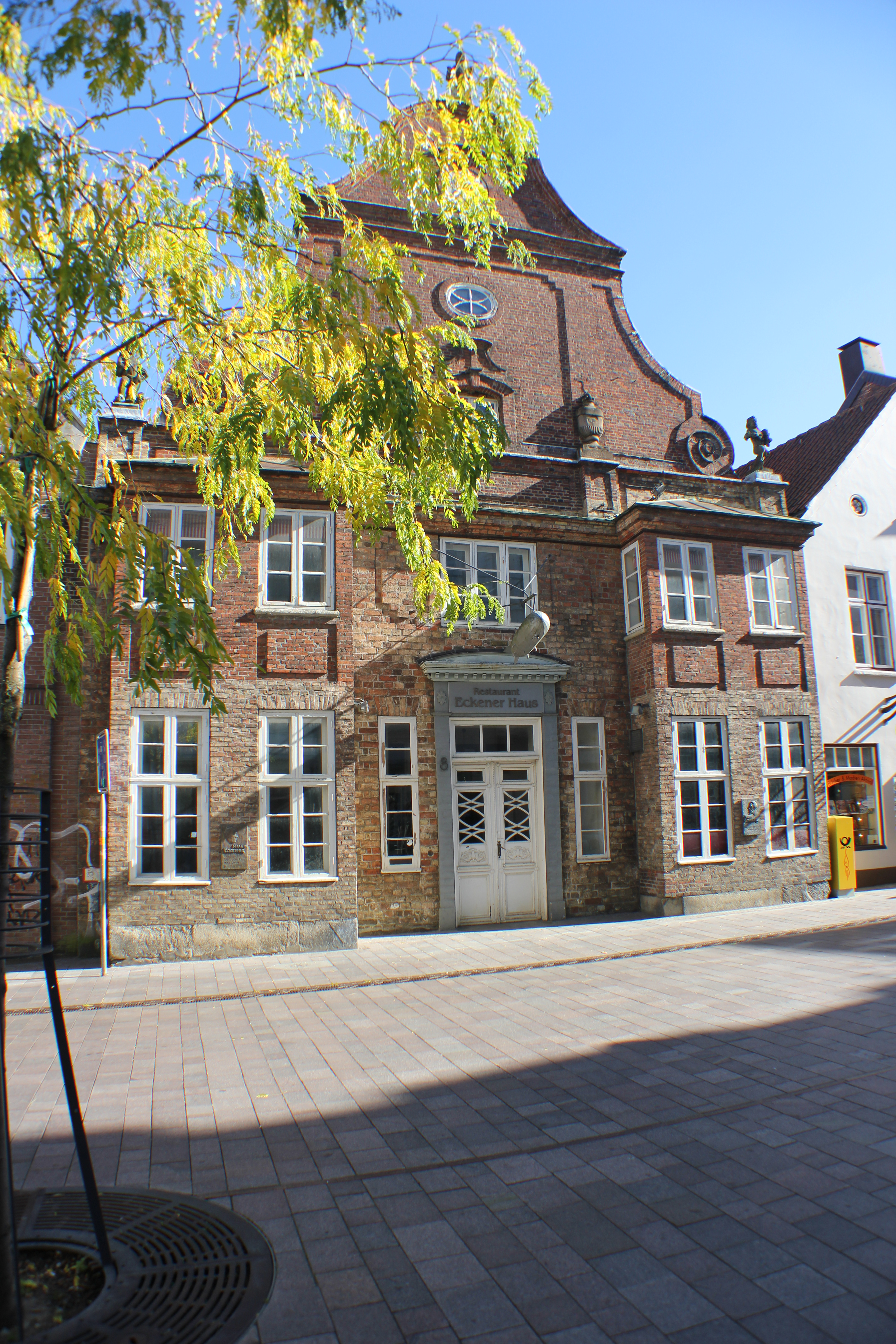
Zwei zweigeschossige Ausluchten: Eckener-Haus in Flensburg (Fassade aus der Mitte des 18. Jahrhunderts)
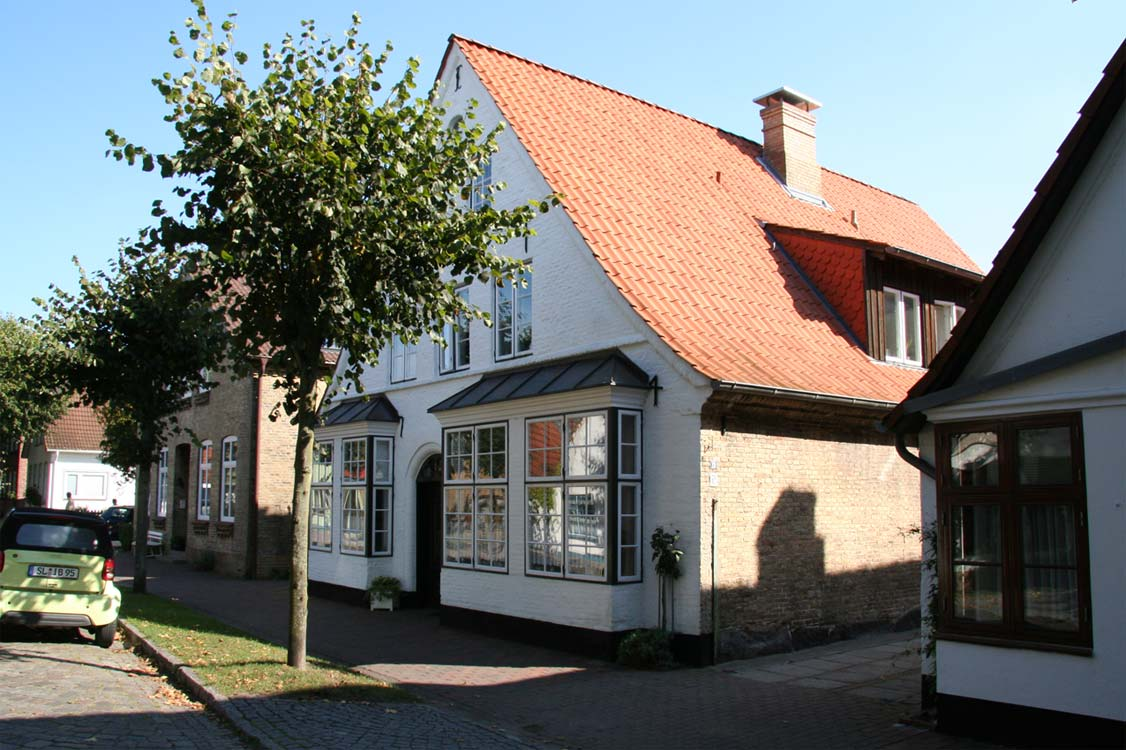
Haus in Arnis mit Ausluchten (1764)
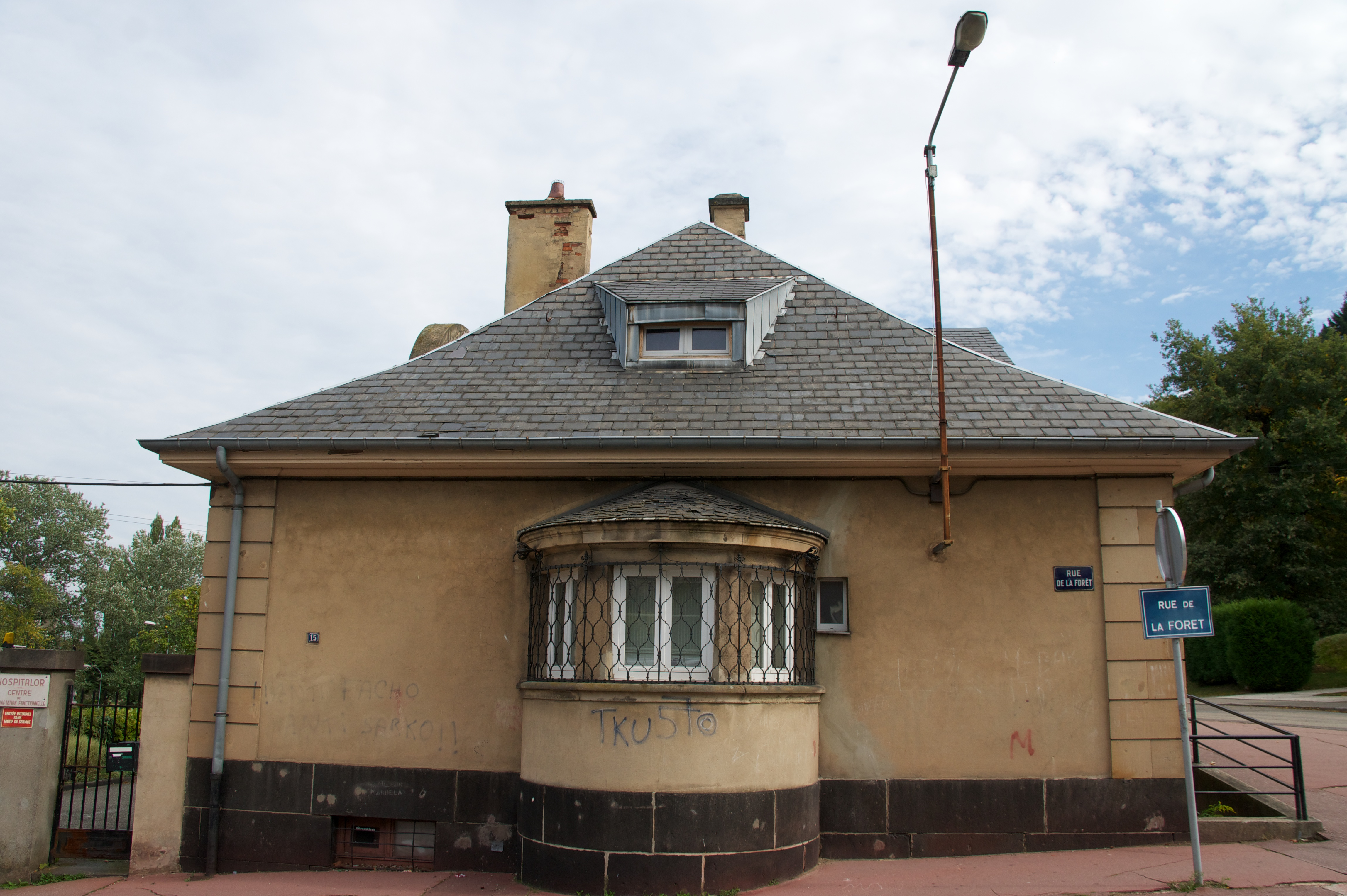
Auslucht an einem Gebäude in Forbach (Moselle)

### Britische Tradition
Im Englischen wird sowohl für Ausluchten wie für Erker als Überbegriff bay window angewendet, deren Funktion dieselbe ist. Die Form weicht allerdings dadurch ab, dass der Grundriss des bay windows typischerweise polygonal ist.
Bay windows erweitern ebenfalls den Innenraum, verbessern die Belichtung und erlauben einen größeren Ausblick auch nach den Seiten. Seit der Viktorianischen Architektur der 1870er Jahre sind sie bis heute eine populäre Konstante der britischen Wohnarchitektur.
Vom britischen Vorbild ausgehend hielten bay windows Einzug in die Wohnarchitektur anderer englischsprachiger Länder, besonders in den USA, Kanada, Australien und Neuseeland. Die Stadt San Francisco weist eine hohe Konzentration von bay windows auf, die jedoch häufig Erker sind.
Die spezielle Bezeichnung oriel window für den nicht auf der Erde aufstehenden Erker ist eher dem wissenschaftlichen Sprachgebrauch vorbehalten und wird zumeist auf historische oder historisierende Bauten angewendet.

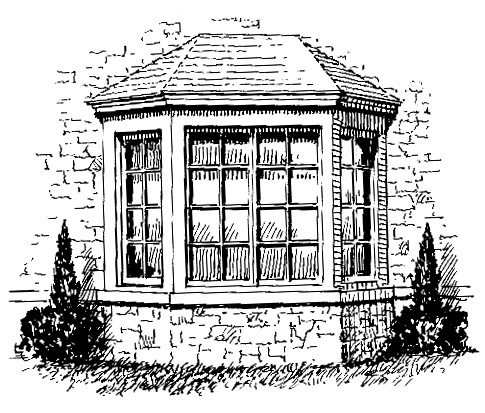
Bay window an einem britischen Wohnhaus
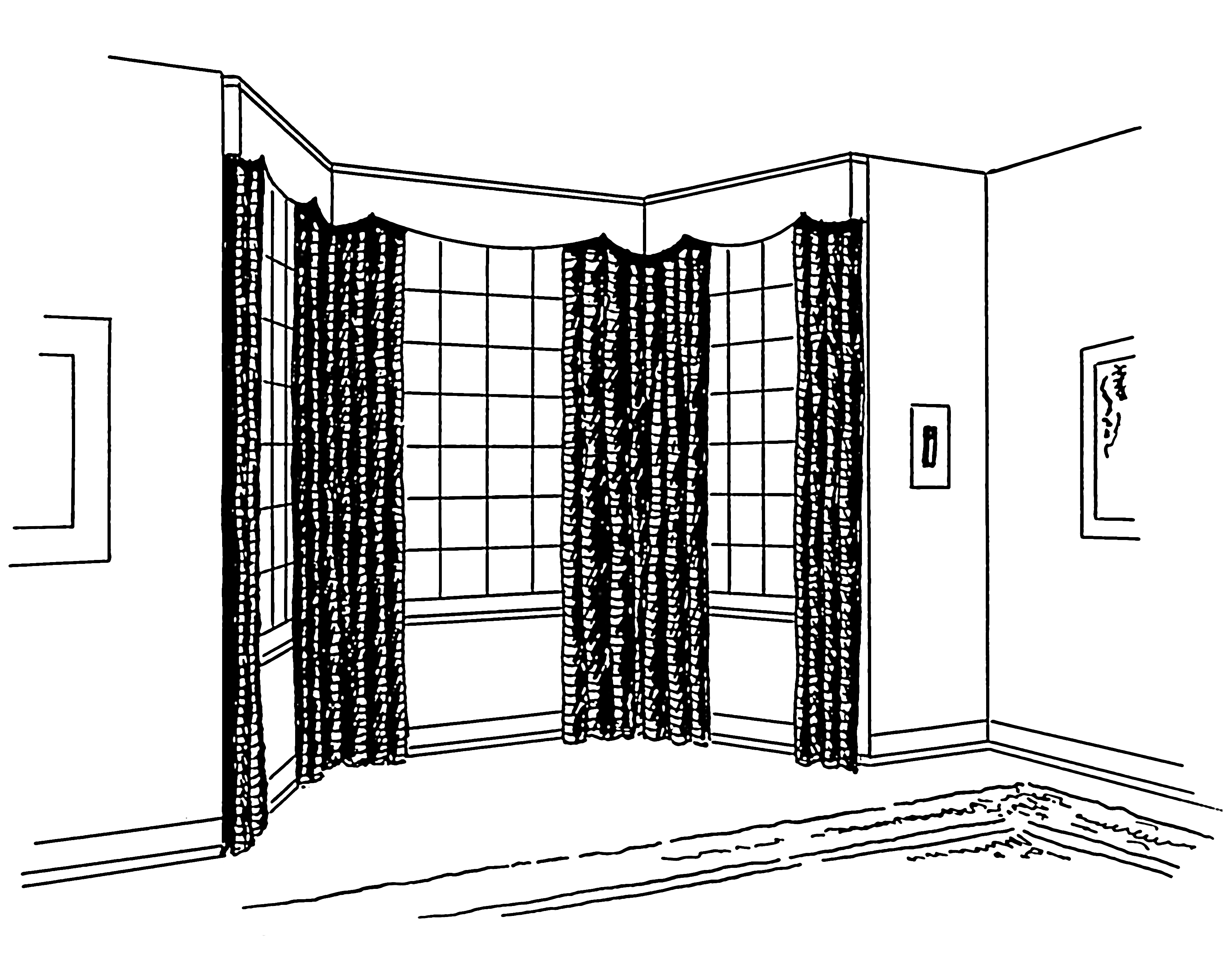
Innenansicht eines Bay windows
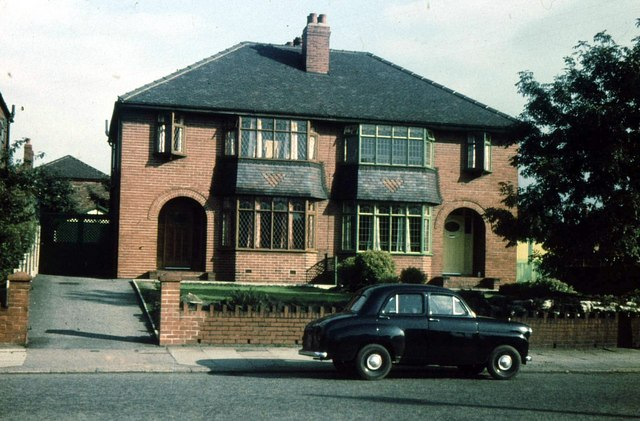
Britisches Doppelhaus der 1930er Jahre mit Ausluchten, Chadderton, Greater Manchester
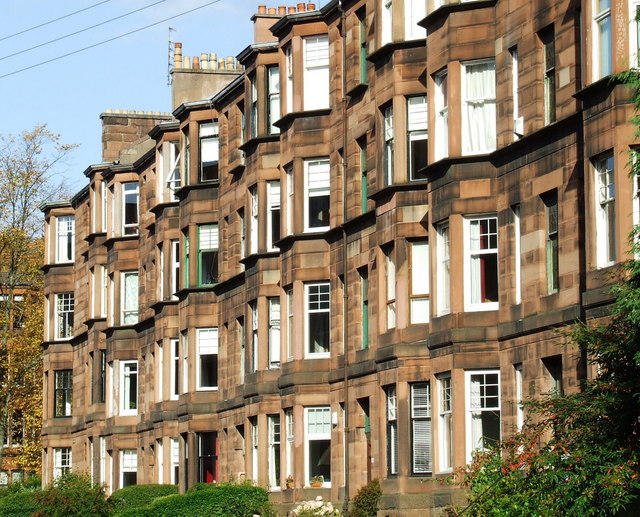
Wohnungen mit bay windows in Hyndland, Glasgow, um 1900